# Le Livre des Esprits
Ne doit pas être confondu avec Livre des esperitz.
Le Livre des Esprits est l'ouvrage fondateur du spiritisme. Il est le résultat du travail de synthèse de Allan Kardec qui le mit en forme et le publia pour la première fois à Paris, le 18 avril 1857. Il contient une introduction à la doctrine spirite, ainsi que mille dix-huit questions posées aux « Esprits » accompagnées de leur réponse. Depuis sa sortie, cet ouvrage est continuellement réédité, par divers éditeurs, dans de multiples langues. Selon l'édition de poche publiée par J'ai lu, Le Livre des Esprits est l'un des écrits les plus lus après la Bible.

## Histoire
En 1847, aux États-Unis, la singulière aventure des sœurs Fox remit à la mode une croyance ancestrale, celle de la communication avec les défunts. Un courant de pensée appelé spiritualisme, ainsi que des expériences de tables tournantes se répandirent en Amérique, puis dans toute l'Europe. En France, un instituteur lyonnais nommé Léon-Hippolyte-Denizard Rivail, s'intéressa aux nouvelles découvertes de son temps, telles que l'hypnose, le magnétisme et les expériences de communication avec l'au-delà. En 1853, Hippolyte Rivail expérimenta le phénomène des tables tournantes et se lança dans une étude méthodique du « monde des esprits ». Au cours d'une séance, un esprit lui apprit que dans une vie antérieure, au temps des Celtes, il se nommait Allan Kardec. Rivail décida alors d'adopter ce patronyme et de rassembler dans un ouvrage de multiples messages sérieux provenant des esprits, afin d'en tirer un enseignement moral. Ce fut l'objet du Livre des Esprits.

## Auteurs

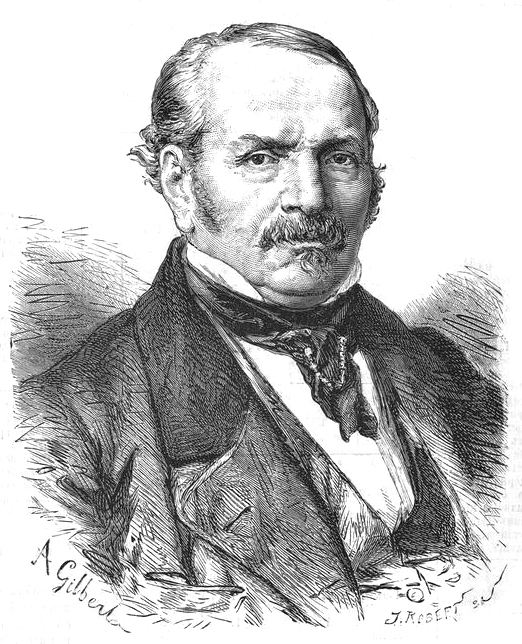
Portrait d'Allan Kardec paru dans le magazine L'Illustration, le 10 avril 1869.

Allan Kardec ne se présente pas comme l'auteur du livre, mais comme celui qui l'a mis en forme : « Les principes contenus dans ce livre résultent soit des réponses faites par les Esprits aux questions directes qui leur ont  été proposées à diverses époques et par l'entremise d'un grand nombre de médiums, soit des instructions données par eux spontanément à nous, ou à d'autres personnes sur les matières qu'il renferme. »
Parmi les Esprits cités comme auteurs de ce livre, les noms suivants sont mentionnés par Kardec : Saint Jean l'évangéliste, Saint Augustin, Saint Vincent de Paul, Saint Louis, L'Esprit de vérité, Socrate, Platon, Fénelon, Franklin ou encore Swedenborg.

## Chapitres
Composé de questions et réponses qui vont de « Qu'est-ce que Dieu ? » (question no 1) à « Le règne du bien pourra-t-il jamais avoir lieu sur la terre ? » (question no 1019), Le Livre des Esprits aborde les thèmes suivants :
- 1re partie : Les causes premières
  1. Dieu
  2. Éléments généraux de l'univers
  3. Création
  4. Principe vital

- 2e partie : Le monde des Esprits
  1. Des Esprits
  2. Incarnation des Esprits
  3. Retour de la vie corporelle à la vie spirituelle
  4. Pluralité des existences
  5. Considérations sur la pluralité des existences
  6. Vie spirite
  7. Retour à la vie corporelle
  8. Émancipation de l'âme
  9. Intervention des Esprits dans le monde corporel
  10. Occupation et missions des Esprits
  11. Les trois règnes (minéral, végétal, animal)

- 3e partie : Les lois morales
  1. Loi divine et naturelle
  2. Loi d'adoration
  3. Loi du travail
  4. Loi de reproduction
  5. Loi de conservation
  6. Loi de destruction
  7. Loi de société
  8. Loi du progrès
  9. Loi d'égalité
  10. Loi de liberté
  11. Loi de justice, d'amour et de charité
  12. Perfection morale

- 4e partie : Espérance et consolation
  1. Peines et jouissances terrestres
  2. Peines et jouissances futures

## Principaux thèmes
Les principaux thèmes sont énumérés ci-dessous.
Dieu est éternel, immuable, immatériel, unique, tout-puissant, souverainement juste et bon. Il a créé l'univers qui comprend tous les êtres animés et inanimés, matériels et immatériels.
Les êtres matériels constituent le monde visible ou corporel, et les êtres immatériels le monde invisible ou spirite, c'est-à-dire des Esprits.
Le monde spirite est le monde normal, primitif, éternel, préexistant et survivant à tout.
Le monde corporel n'est que secondaire ; il pourrait cesser d'exister, ou n'avoir jamais existé, sans altérer l'essence du monde spirite.
Les Esprits revêtent temporairement une enveloppe matérielle périssable, dont la destruction, par la mort les rend à la liberté.
Parmi les différentes espèces d'êtres corporels, Dieu a choisi l'espèce humaine pour l'incarnation des Esprits arrivés à un certain degré de développement, c'est ce qui lui donne la supériorité morale et intellectuelle sur les autres.
L'âme est un Esprit incarné dont le corps n'est que l'enveloppe.
En quittant le corps, l'âme rentre dans le monde des Esprits d'où elle était sortie, pour reprendre une nouvelle existence matérielle après un laps de temps plus ou moins long pendant lequel elle est à l'état d'Esprit errant.
L'Esprit devant passer par plusieurs incarnations, il en résulte que nous tous avons eu plusieurs existences, et que nous en aurons encore d'autres plus ou moins perfectionnées, soit sur cette terre, soit dans d'autres mondes.
Les différentes existences corporelles de l'Esprit sont toujours progressives et jamais rétrogrades ; mais la rapidité du progrès dépend des efforts que nous faisons pour arriver à la perfection.
Les qualités de l'âme sont celles de l'Esprit qui est incarné en nous ; ainsi l'homme de bien est l'incarnation du bon Esprit, et l'homme pervers celle d'un Esprit impur.
Les Esprits incarnés habitent les différents globes de l'univers.
Les Esprits non incarnés ou errants n'occupent point une région déterminée et circonscrite ; ils sont partout dans l'espace et à nos côtés, nous voyant et nous coudoyant sans cesse ; c'est toute une population invisible qui s'agite autour de nous.
Les relations des Esprits avec les hommes sont constantes. Les bons Esprits nous sollicitent au bien, nous soutiennent dans les épreuves de la vie, et nous aident à les supporter avec courage et résignation ; les mauvais nous sollicitent au mal : c'est pour eux une jouissance de nous voir succomber et de nous assimiler à eux.
La morale des Esprits supérieurs se résume comme celle de Jésus en cette maxime évangélique : Agir envers les autres comme nous voudrions que les autres agissent envers nous-mêmes ; c'est-à-dire faire le bien et ne point faire le mal. L'homme trouve dans ce principe la règle universelle de conduite pour ses moindres actions.

## Ouvrages complémentaires
Allan Kardec réalisa les cinq livres fondamentaux du spiritisme : 
1. Le livre des Esprits (1857),
2. Le Livre des médiums (1861),
3. L'Évangile selon le spiritisme,
4. Le Ciel et l'Enfer
5. La Genèse selon le spiritisme.